# Regent University College of Science and Technology
Het Regent University College of Science and Technology (afgekort: RUCST) is een private instelling voor hoger onderwijs met een christelijke grondslag in Ghana. De hoofdcampus bevindt zich in Mataheko, in de hoofdstad Accra in de regio Greater Accra. Daarnaast zijn er in dezelfde stad drie satellietcampussen in Dansoman, Lartebiorkoshie en Graphic Road. De universiteit werd opgericht in 2003 door dominee Prof. Kingsley E. Larbi, die op dit moment de president van de universiteit is. De studies die worden aangeboden, zijn gerelateerd aan exacte wetenschappen, management en sociale wetenschappen, waarmee het dus een algemene universiteit is. De rector van de universiteit is dominee Dr. Kwabena Darko en de universiteitsraad wordt voorgezeten door Prof. Nicholas N. N. Nsowah-Nuamah.
De universiteit komt voor in de rankings als de nummer 10 universiteit van Ghana, nummer 338 van Afrika en nummer 13390 van de wereld, en is lid van de Vereniging van Afrikaanse Universiteiten.

## Geschiedenis
Het Regent University College of Science and Technology werd opgericht door dominee Prof. Kingsley E. Larbi in 2003. Accreditatie volgde een jaar later, in 2004. In januari 2005 gingen de eerste colleges van start met 30 studenten op de Trinity Campus in Accra, de hoofdcampus van de universiteit. Later werd de universiteit uitgebreid naar andere delen van Accra, te weten Dansoman, Lartebiorkoshie en Graphic Road.

## Organisatie
De universiteit is georganiseerd in 4 schools en 2 centra:
- School voor Handel en Leiderschap
- School voor Informatica, Techniek en Technologie
- School voor Kunsten en Natuurwetenschappen
- School voor Talen en Algemene Studies
- Centrum voor Talen
- Centrum voor Wetenschappelijke Schrijfvaardigheid

## Samenwerking
RUCST werkt samen met de volgende universiteiten:
- Kwame Nkrumah University of Science and Technology, Ghana
- University of Education, Winneba, Ghana
- Fachhochschule Deggendorf, Duitsland
- Umwelt-Campus Birkenfeld, Duitsland
- Technische universiteit van Luleå, Zweden
- Acadia University, Canada
- Wheelock College, Verenigde Staten
- Maastricht School of Management, Nederland